# Hugh Possingham

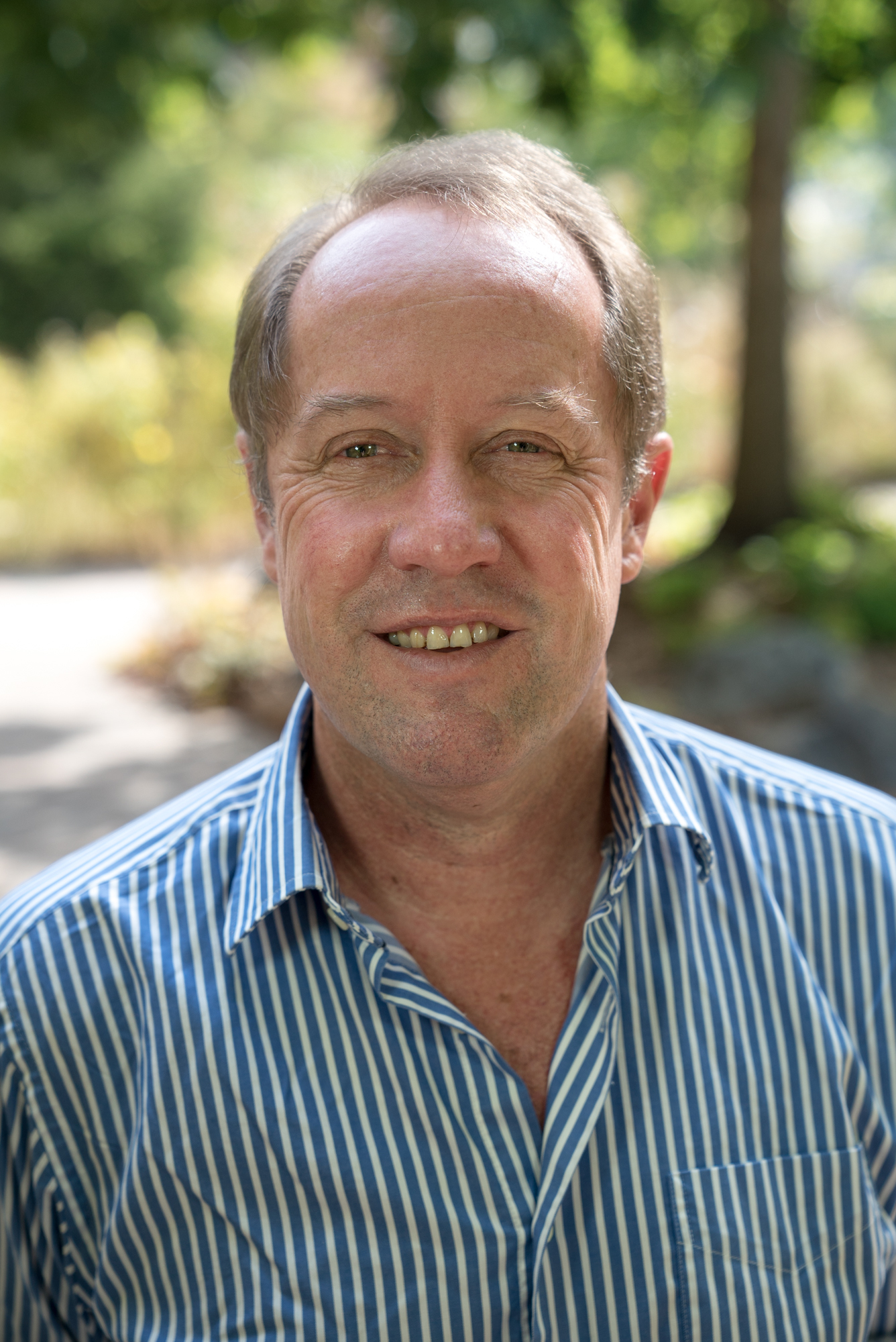
Hugh Possingham, 2020

Hugh Phillip Possingham (* 21. Juli 1962 in Adelaide, Australien) ist ein australischer Ökologe. Er hält ein ARC Laureate Fellow im Department of Mathematics und der School of Integrative Biology an der University of Queensland. Er ist durch seine Arbeit in der Naturschutzbiologie bekannt geworden (Conservation Biology) und ist derzeit Direktor des Australian Research Council Centre of Excellence for Environmental Decisions und dem National Environmental Research Hub for Environmental Decisions.
Possingham ist Mitglied der Wentworth Group of Concerned Scientists, welche das Australische Parlament in Belangen von Biodiversity Hotspots und Biodiversität berät. Er ist Co-Autor der „The Brigalow Declaration“ zusammen mit Barry Traill, welche von dem Queensland Premier Peter Beattie angeführt wurde, um die Rodungen in Queensland zu beenden. „Land clearance“ in Queensland zerstörte 500.000 Hektar natürlicher Vegetation jährlich und war verantwortlich für zehn Prozent von Australiens Ausstoß von klimawirksamen Gasen.
Possigham gewann die Australian Mathematical Society Medal, die Fenner Medal for plant and animal biology von der Australian Academy of Science und 1999 und 2009 den Eureka Prizes for Environmental Research. Als einer der verantwortlichen Redakteure ist Hugh Possingham u. a. mit William J. Sutherland verantwortlich für die von der ESA herausgegebenen Ecological Letters. 2016 wurde er in die National Academy of Sciences gewählt, 2025 zum Mitglied der Royal Society.

## Bibliographie
(subjektive Auswahl seiner über 400 peer reviewed Artikel)
- Biodiversity – turning up the heat on hotspots. Possingham, H. P. and K. A. Wilson, Nature (2005) 436:919-920.
- Recruitment dynamics in complex life cycles. Roughgarden, J., Gaines, S.D. and Possingham, H.P., Science (1988) 241:1460-1466.
- The distribution and abundance of resources encountered by a forager. Possingham HP. The American Naturalist (1989) 133:42-60.
- Spatial population dynamics of a marine organism with a complex life cycle. Possingham HP & Roughgarden J. Ecology 71:973-985.
- Limits to the use of threatened species lists. Possingham HP. et al. (2002) Trends in Ecology and Evolution 17:503-507.
- Prioritising global conservation efforts. Wilson KA, McBride M, Bode M & Possingham HP. Nature (2006) 440:337-340.